# Scottish Division One 1908/1909
Devatenáctý ročník Scottish Division One (1. skotské fotbalové ligy) se konal od 15. srpna 1908 do 30. dubna 1909.
Soutěže se zúčastnilo opět 18 klubů a vyhrál ji podeváté ve své historii a obhájce minulých čtyř ročníku Celtic FC. Nejlepším střelcem se stal hráč Dundee John Hunter, který vstřelil 29 branek.